# 布池教會
35°10′22.3″N 136°55′25.94″E / 35.172861°N 136.9238722°E

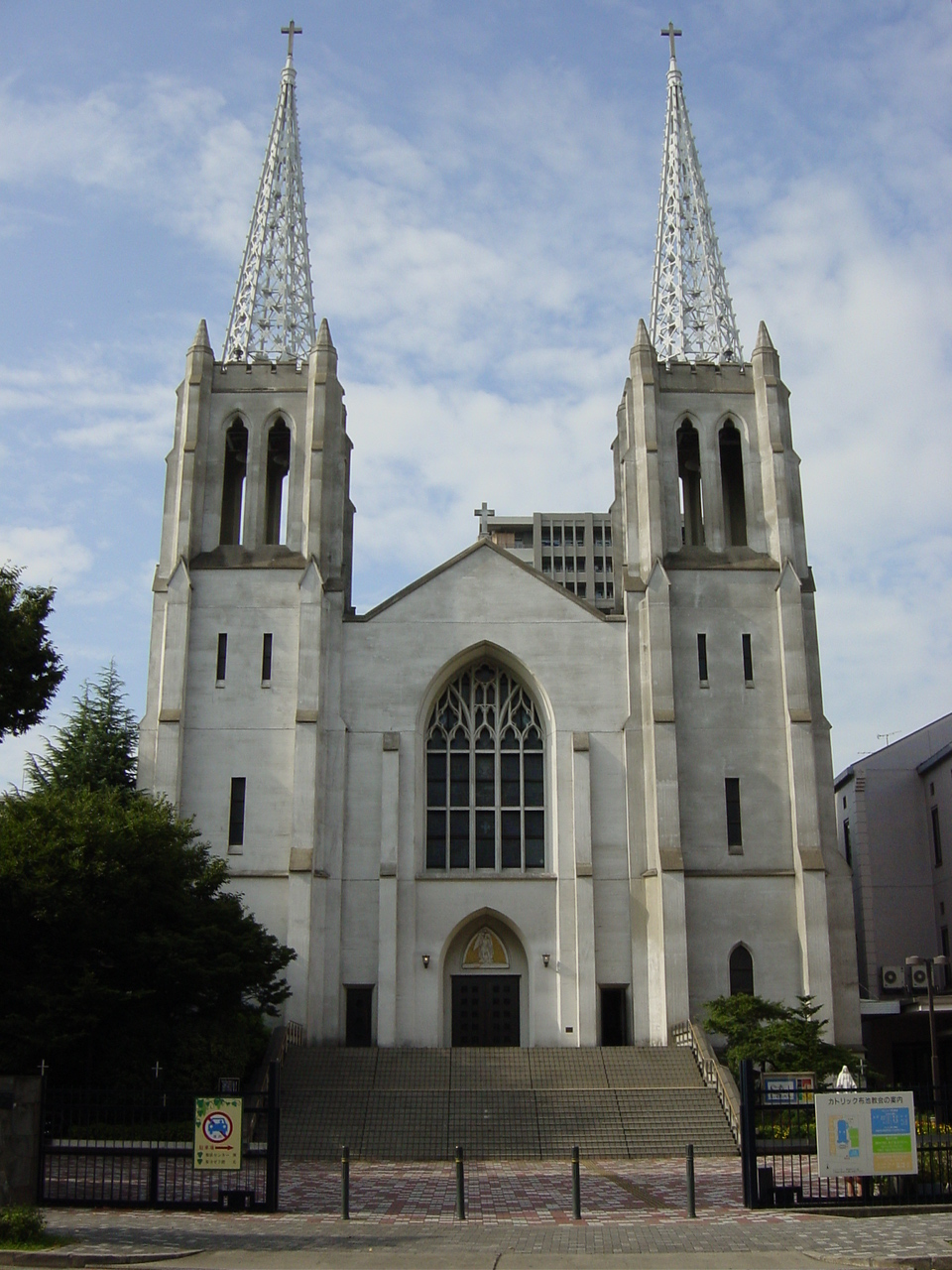
座堂立面

布池教會（日语：カトリック布池教会），正式名稱是聖伯多祿聖保祿主教座堂（聖ペトロ・聖パウロ司教座大聖堂），位於日本愛知縣名古屋市東區葵一丁目，是天主教名古屋教區的主教座堂。布池是座堂所在地原來的町名。
聖堂於1962年3月21日祝聖，在教座正式成立前不久（4月16日）。2015年被列為登記文物。聖堂以哥德復興風格設計，以鋼鐵混凝土修建。座堂樓高三層，可容納700名信眾，並修建了兩座高50公尺的鐘樓。